# Chu La Hầu
Chu La Hầu (chữ Hán: 周罗睺, 541 – 604), tên tự là Công Bố, người Tầm Dương, Cửu Giang, là tướng lĩnh nhà Trần và nhà Tùy trong lịch sử Trung Quốc.

## Làm tướng nhà Trần
Cha là Chu Pháp Cảo, làm quan nhà Lương, trài qua các chức tước: Quan quân tướng quân, Thủy Hưng thái thú, Thông trực tán kỵ thường thị, Nam Khang nội sử, Lâm Chưng huyện hầu.
La Hầu lên 15 tuổi, giỏi cưỡi ngựa bắn cung, thích săn bắn, tính hào hiệp phóng đãng, tập hợp những kẻ vong mệnh, ngầm học tập binh thư. Ông chú họ (tòng tổ) là Chu Cảnh Ngạn răn đe, ông rốt cục không thay đổi.
Thời Trần Tuyên đế, nhờ quân công, được thụ Khai viễn tướng quân, Cú Dung lệnh. Sau đó theo Đại đô đốc Ngô Minh Triệt cùng quân Bắc Tề giao chiến ở Giang Dương, bị tên lạc trúng mắt trái. Quân Tề vây Minh Triệt ở Túc Dự, mọi người chỉ biết nhìn nhau, chẳng còn lòng dạ nào. La Hầu thúc ngựa đột vây, không ai địch nổi. Thái phó khanh Tiêu Ma Ha nhân đó theo sau, chém giết không sao đếm xuể. Quân Trần đến Từ Châu, cùng tướng Bắc Chu là Lương Sĩ Ngạn giao chiến ở Bành Thành, Ma Ha lâm trận ngã ngựa, ông đến cứu, nhấc Ma Ha quay lại trận địa, dũng trùm ba quân. Minh Triệt thất bại, La Hầu bảo toàn cánh quân của mình trở về, được bái Quang viễn tướng quân, Chung Li thái thú
Năm Thái Kiến thứ 11 (579), thụ Sứ trì tiết, đô đốc Hoắc Châu chư quân sự. Dẹp 12 động sơn tặc, nhận giai Hữu quân tướng quân, Thủy An huyện bá, thực ấp 400 hộ, tổng quản kiểm hiệu Dương Châu nội ngoại chư quân sự. Được ban 300 lạng vàng bạc, chia hết cho tướng sĩ, thưởng thêm cho những người khỏe mạnh, Tuyên đế rất thán phục. Ra làm Tấn Lăng thái thú, tiến tước làm hầu, tăng phong 1000 hộ. Nhận giai Thái phó khanh, tăng phong gồm cả số đã có là 1600 hộ. Lại được nhận giai Hùng tín tướng quân, Sứ trì tiết, đô đốc Dự Chương 10 quận chư quân sự, Dự Chương nội sử. La Hầu xét án thẳng thắn, quyết đoán, không màng quan hệ, không tham của đút, nên được dân chúng cảm ơn, lập bia ca tụng công đức.
Trong những năm Chí Đức (583 – 586), nhận chức Trì tiết, đô đốc Nam Xuyên chư quân sự. Giang Châu tư mã Ngô Thế Hưng mật tấu La Hầu rất được lòng người, tập hợp quân đội Lĩnh Nam, lòng dạ khó lường. Trần Hậu Chủ ngờ vực, bọn Tiêu Ma Ha, Lỗ Quảng Đạt bảo lãnh ông. Có người biết, khuyên La Hầu phản, ông cự tuyệt. Sau khi về triều, nhận chức Thái tử tả vệ soái, càng được tín nhiệm. Trong buổi tiệc đêm, Hậu Chủ hỏi: "Chu tả soái là võ tướng, mà làm thơ đều hoàn thành trước cả văn sĩ, sao vậy?" Đô quan thượng thư Khổng Phạm đáp: "Chu La Hầu chấp bút làm thơ, cũng như lên ngựa vào trận, không ở sau người." Từ đây càng được kính trọng. Ra làm đốc Tương Châu chư quân sự, về triều được bái làm Tán kỵ thường thị.
Quân Tùy nam tiến, La Hầu làm đô đốc Ba Hạp, Duyên giang chư quân sự, để chống lại Tần vương Dương Tuấn, cánh quân của ông không thể vượt sông, dằng co hàng tháng. Gặp lúc Đan Dương thất thủ, Hậu Chủ bị bắt, La Hầu vẫn mắc lại ở thượng du Trường Giang, Tấn vương Dương Quảng gởi thư của Hậu Chủ mệnh cho ông đầu hàng, La Hầu cùng chư tướng kêu khóc 3 ngày, rồi mới ra hàng.

## Làm tướng nhà Tùy
Tùy Văn đế vỗ về, hứa hẹn giàu sang, ông rơi nước mắt đáp: "Thần được họ Trần hậu đãi, bản triều mất đi, chẳng giữ được rường mối. Bệ hạ ra ơn, được toàn mạng là may, phú quý vinh lộc, không phải mong mỏi của thần." Văn đế rất kính trọng. Hạ Nhược Bật nói với ông rằng: "Nghe tin ngài bị điều đi Dĩnh, Hán, biết ngay Dương Châu có thể lấy được. Quân đội vượt sông thuận lợi, quả như suy đoán." La Hầu đáp: "Nếu được cùng ngài đối đầu, thắng bại chưa thể biết được." Mùa thu năm ấy, được bái làm Thượng nghi đồng tam tư, ban Cổ xuy, Vũ nghi, đưa các lễ nghi này đến tận nhà. Trước đó, bì tướng Dương Tường hàng Tùy, nhận làm hướng đạo, quan vị đến Thượng khai phủ, ban cho ở trên ông, Hàn Cầm Hổ ở triều đường bỡn rằng: "Không biết cơ biến, đứng dưới cả Dương Tường, có xấu hổ không?" La Hầu đáp: "Xưa ở Giang Nam, nhận lệnh dò hỏi, biết ngài là kẻ sĩ có tiết tháo trong đời. Hôm nay nói như vậy, không phải là lời của bậc trung thần." Cầm Hổ có vẻ thẹn. Mùa đông năm ấy, nhận chức Bân Châu thứ sử, ít lâu chuyển làm Kính Châu thứ sử. Mẹ mất nên rời chức, chưa đến kỳ hạn, lại được khởi dụng, thụ Bân Châu thứ sử, đều được tiếng là có năng lực.
Năm Khai Hoàng thứ 18 (598), nhà Tùy phát động chiến dịch Liêu Đông, La Hầu được trưng làm Thủy quân tổng quản. Từ Đông Lai ra biển, nhắm đến thành Bình Nhưỡng; gặp gió, mất phần lớn số thuyền, vô công mà về.
Năm thứ 19 (599), Đạt Đầu khả hãn của Đột Quyết xâm phạm biên cương, theo Dương Tố đánh trả. Quân Đột Quyết rất nhiều, La Hầu trình với Tố: "Trận thế của giặc chưa tề chỉnh, xin đánh ngay." Tố đồng ý, ông cùng 20 khinh kỵ xông vào trận địch, giao chiến từ giờ Thân đến giờ Dậu, bộ binh Tùy nối nhau tiếp ứng, đại phá quân Đột Quyết. Được tiến vị Đại tướng quân.
Năm Nhân Thọ đầu tiên (601), làm Đông cung hữu ngu hậu soái, được ban tước Nghĩa Ninh quận công, thực ấp 1500 hộ. Ít lâu sau chuyển làm Hữu vệ suất.
Dượng đế lên ngôi, thụ Hữu vũ hậu đại tướng quân. Hán vương Dương Lượng phản, nhận chiếu theo Dương Tố đánh dẹp, được tiến thụ Thượng đại tướng quân. Mùa đông năm ấy, Đế đến Lạc Dương, Trần Hậu Chủ mất, La Hầu xin khóc viếng, đế cho. Ông khoác tang phục đến mộ, làm lễ xong thì trở về, cởi tang phục rồi vào triều. Đế rất hài lòng, người đời khen La Hầu có lễ độ. Khi ấy tàn dư của Dương Lượng chiếm cứ 3 châu Tấn, Giáng, Lữ, có chiếu cho ông làm hành Tấn, Giáng, Lữ 3 châu chư quân sự, tiến binh vây đánh. La Hầu bị trúng tên lạc, mất ở trong quân, hưởng thọ 64 tuổi.
Trên đường đưa linh cữu về kinh, đi được vài dặm, ngựa kéo xe vô cớ dừng lại, bị roi quất vẫn bất động, rồi gió lốc nổi lên, cuốn theo bụi mù trời. Giáng Châu trưởng sử Quách Nhã lạy dập đầu, khấn rằng: "Ngài hận bọn giặc nhỏ chưa dẹp chăng? Sắp trừ xong rồi, chẳng có gì đáng để luyến hận!" Sau đó gió lặng, ngựa đi tiếp, người chứng kiến không ai không cảm thán. Tháng 7 mùa thu năm ấy, con La Hầu là Chu Trọng Ẩn mơ thấy ông nói: "Ngày mai, ta sẽ ra trận." Hôm sau, cung tên đao kiếm nơi bàn thờ của La Hầu, vô cớ rung động, trông như có người đang sử dụng. Ngày hôm ấy, thành Giáng Châu thất thủ.
Triều đình tặng Trụ quốc, Hữu dực vệ đại tướng quân; thụy là Tráng. Tặng vật có ngàn tấm lụa. Con là Chu Trọng An kế tự, làm đến Thượng khai phủ.